# Новое (Первомайский район, Ярославская область)
Новое — село в Первомайском районе Ярославской области России, входит в состав Пречистенского сельского поселения, относится к Игнатцевскому сельскому округу. 

## География
Расположена в 4 км на юг от деревни Игнатцево и в 38 км на северо-запад от райцентра посёлка Пречистое.

## История
Церковь в селе была построена в 1848 году на средства прихожан. В церкви было два престола: Святителя и Чудотворца Николая и Св. Великомученика Георгия Победоносца. 
В конце XIX — начале XX века село входило в состав Меленковской волости Пошехонского уезда Ярославской губернии.
С 1929 года деревня входила в состав Игнатцевского сельсовета Первомайского района, с 2005 года — в составе Пречистенского сельского поселения.

## Население
| 1859 | 1914 | 2002 | 2007 | 2010 |
| ---- | ---- | ---- | ---- | ---- |
| 246  | ↗275 | ↘52  | ↘51  | ↘44  |

## Достопримечательности
В селе расположена недействующая Церковь Рождества Пресвятой Богородицы (1848).